# Ștefan cel Mare, Neamț
Ștefan cel Mare là một xã thuộc hạt Neamț, România. Dân số thời điểm năm 2002 là 3427 người.